# Milhars
Milhars är en kommun i departementet Tarn i regionen Occitanien i södra Frankrike. Kommunen ligger i kantonen Vaour som tillhör arrondissementet Albi. År 2022 hade Milhars 231 invånare.

## Befolkningsutveckling
Antalet invånare i kommunen Milhars
| Referens: INSEE |